# Port Tower Complex
A Port Tower egy tervezett, 593 méter magas felhőkarcoló Karacsiban, Pakisztán pénzügyi fővárosában. A vállalkozáshoz való együttműködésre helyi és külföldi befektetőkre van szükség, akik a Karachi Port Trustnál működnének együtt. A torony magasságának különleges jelentősége van, mivel 1947-ben alakult meg Pakisztán.
Az új torony egy komplexum része lesz egy mesterséges szigeten, amelyen a pakisztáni zászló szimbólumait tervezik kialakítani: egy félholdat és egy csillagot. Tartalmazni fog egy szállodát és egy bevásárlóközpontot, valamint egy kiterjedt területet, amely nagyszabású kiállításnak fog otthont adni. A projekt integrálni fogja Karacsi látképét: lesz egy forgó étterem és egy kilátógaléria, amely gyönyörű nyílt kilátást tesz lehetővé majd tengerpartra és a városra. A torony építkezése a tervek szerint Clifton mentén, félhold alakú szigeten fog megkezdődni. Ha elkészül, a Port Tower lesz a legmagasabb épület az országban.
A Port Tower egy 10 hektáros (40 000 m2) vízparti telken, a Mai Kolachi gyorsforgalminál, az úgynevezett Karachi Waterfronton épülne fel. Úgy tervezték, hogy egy nemzetközi építészcsapat vezetésével, az Aedas céggel, világ negyedik legnagyobb építészeti gyakorlatával építik fel. A konzorciumpartnerek a MM Pakistan és a Mott MacDonald lennének, amelyek mérnöki szolgáltatást és építészeti szakértői támogatást adnának.

## Jövőbeli szempontok
- A toronyban világszínvonalú irodaterületet, lakásokat, konferenciatermet, kiskereskedelmet, éttermet és támogató intézményt alakítanának ki.
- Pervez Musarraf elnök júniusban 20 milliárd Rs-re (280 millió €) becsülte a Port Tower projektet, amely a világ 10 legmagasabb épülete között lenne.
- "Az előkészületek javában folynak, és azt remélik, hogy júniusban az elnök elvégzi az úttörő torony építésének elkezdését, a Business Recorder kikötői és hajózási minisztérium hivatalos elmondása szerint.
- Azt mondták, hogy a projekt mérföldkő lenne Karacsiban a világszínvonalú rekreációs szolgáltatásokkal, és az 1947 láb (593 m) magas Port Tower növelni fogja majd a kereskedelmi és rekreációs központot a Clifton Beachben.
- A tisztviselő azt mondta a vállalkozás fő jellemzőiről, hogy lesz benne egy kereskedelmi komplexum, lakópark, szabadidős létesítmények és kilátógaléria, amely panorámás kilátást tesz lehetővé a tengerpartra és a városra.
- Hat év alatt fejeznék be.
- A komplexumban gyors felvonók tennék lehetővé az utasok szállítását a madártávlatból látható kilátóba, ahol forgó éttermet is kialakítanának.
- Összesen 90 hektáros (360 000 m2) földterület lesz szükséges a projekt megépítéséhez, amelyet a tengertől nyernének vissza, a tisztviselő elmondása szerint.
- Kiderült, hogy a Karachi Port Trust hozzájárulna 3.16 milliárd Rs (44,2 millió €) támogatásával, a 30 hektáros (120 000 m2) toronynak szánt földterületnek, és az Expo Centernek, ami 30,5 hektáros (123 000 m2) területű, a lakóépület 21,5 hektáron (87 000 m2) terül el a sokemeletes komplexummal és a 15,8 hektáron (64 000 m2) a bevásárlóközpont és a szálloda épülne fel.
- Az alacsony magasságú lakóépület 75 egysége összesen 420 m2 (4500 négyzetláb) területű, a sokemeletes bonyolult lenne az A és B kategóriájú lakásoknál.
- A hatóságok úgy vélik, hogy a megaprojekt hatalmas foglalkoztatási lehetőségeket fog adni a 40 000 munkavállalónak, valamint a 137 iparágnak a projekt építésének hat éve során.

## Új dizájn
Az M/s EMAAR és az M/s Al Nakheel tárgyalásai szerint a projekt építése folyamatban van.

## Lásd még
- 100 vagy annál több emelettel rendelkező épületek listája